# Niels Hansen

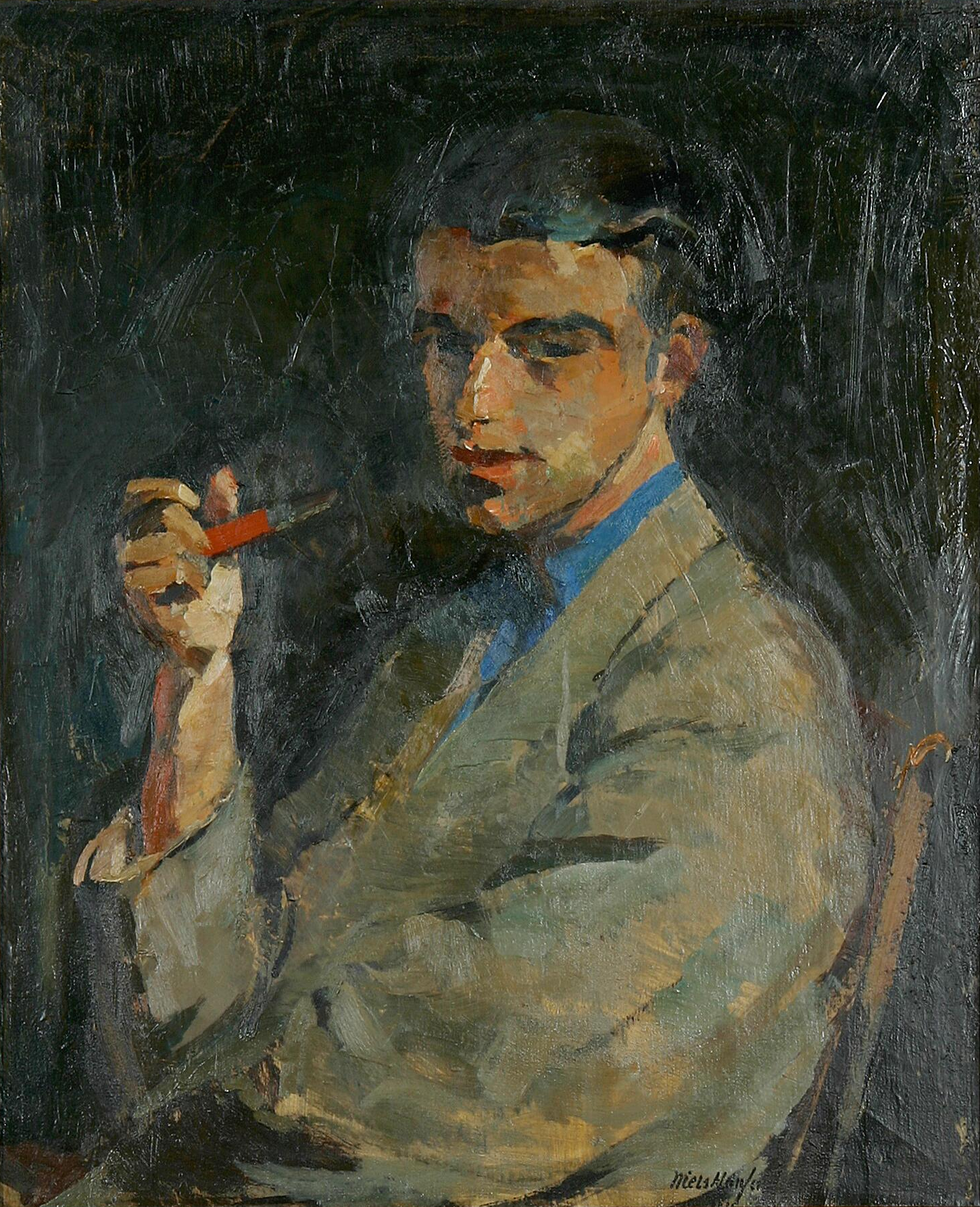
Niels Hansen - Autorretrato - 1944

Niels Hansen (nacido el 22 de junio de 1880 en Nørre Vornæs, fallecido el 17 de febrero de 1946 en Thuro) fue un pintor danés y es considerado uno de los cuatro grandes pintores de Fionia, que además de Niels Hansen eran Fritz Syberg, Peter Hansen y Johannes Larsen.

## Trayectoria
Niels Hansen nació en Tåsinge y a los 14 años fue a estudiar pintura en Svendborg. En 1899, con la ayuda del pintor Fritz Syberg, ingresó en la escuela de pintura de Zahrtmann en Copenhague. Fue durante un año alumno del pintor noruego Henrik Louis Lund (residente en Dinamarca desde aproximadamente 1904-09) con residencia en la Nørre Alle, 49 en Copenhague. Expuso de 1903 a 1909 en Charlottenborg, de 1909 a 1914 en Den Frie, primero como invitado, luego como miembro. En 1915 fue co - fundador de Grønningen y allí expuso hasta 1921. Luego expuso en sus propias exposiciones individuales y en Charlottenborg.
Hubo una lluvia de elogios sobre Niels Hansen cuando exhibió sus primeros cuadros a principios de siglo. Sin duda, fue uno de los más grandes pintores entre los alumnos de Zahrtmann, virtuoso casi desde el principio. Una estancia de estudios en París ultimó su estilo. Fue especialmente conocido por sus imágenes navales, donde prevalecía el clima violento y por sus retratos, que estaban finamente caracterizados por un cierto estado de ánimo satírico y nunca dulce. Recibió la Medalla Eckersberg por un retrato del profesor Carl Petersen. Niels Hansen realizó varios trabajos decorativos, entre ellos en el Stærekassen (parte del Teatro Real) el Ayuntamiento de Odense y el Ayuntamiento de Svendborg.
En 1930, Niels Hansen visitó Holanda para el Anchor Legacy. Desde 1921 hasta su muerte vivió en Thurø. Allí encontró una gran cantidad de motivos que le atraían y que fácilmente detectó y también pudo cultivar su gran pasión: navegar. Personalmente, era un hombre de carácter, una naturaleza poderosa con una fuerte inclinación por divertirse. El autor Jesper Ewald publicó un libro sobre Niels Hansen en Gyldendal en 1953.

## Galería

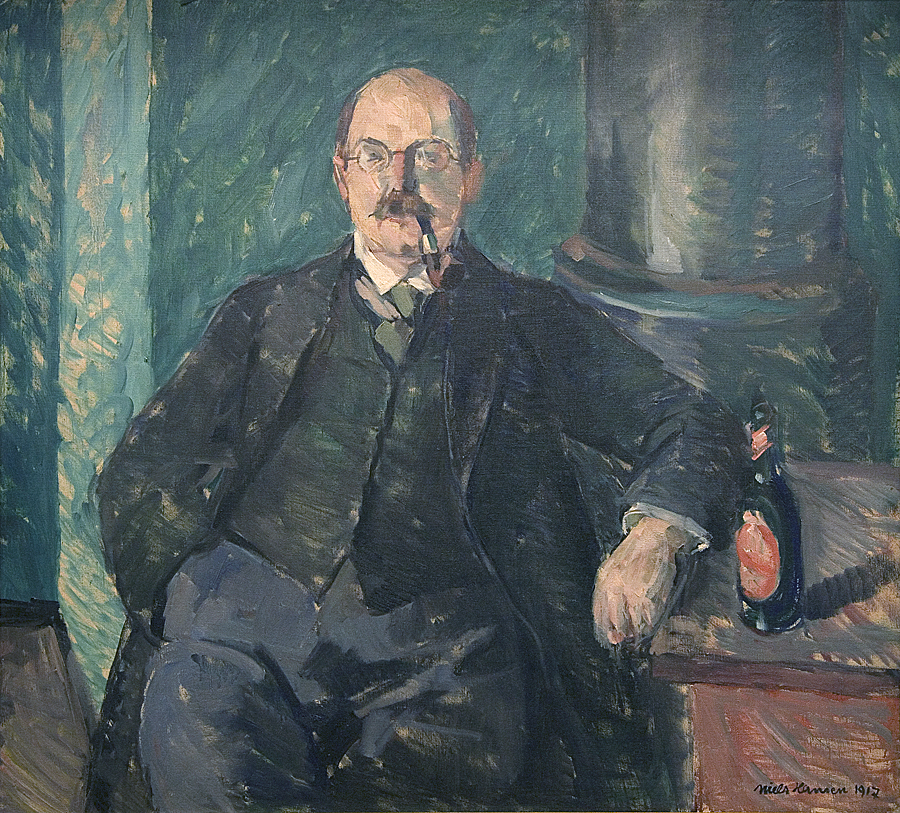
Niels Fischer, Niels Hansen, 1917
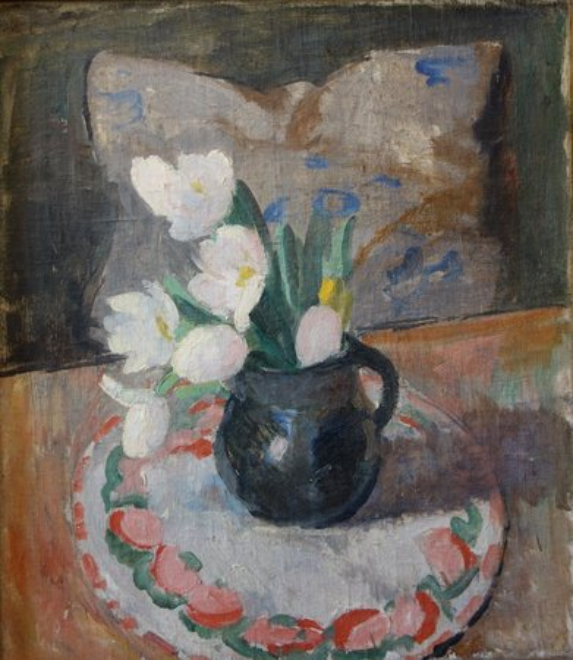
Niels Hansen - Blegrøde tulipaner
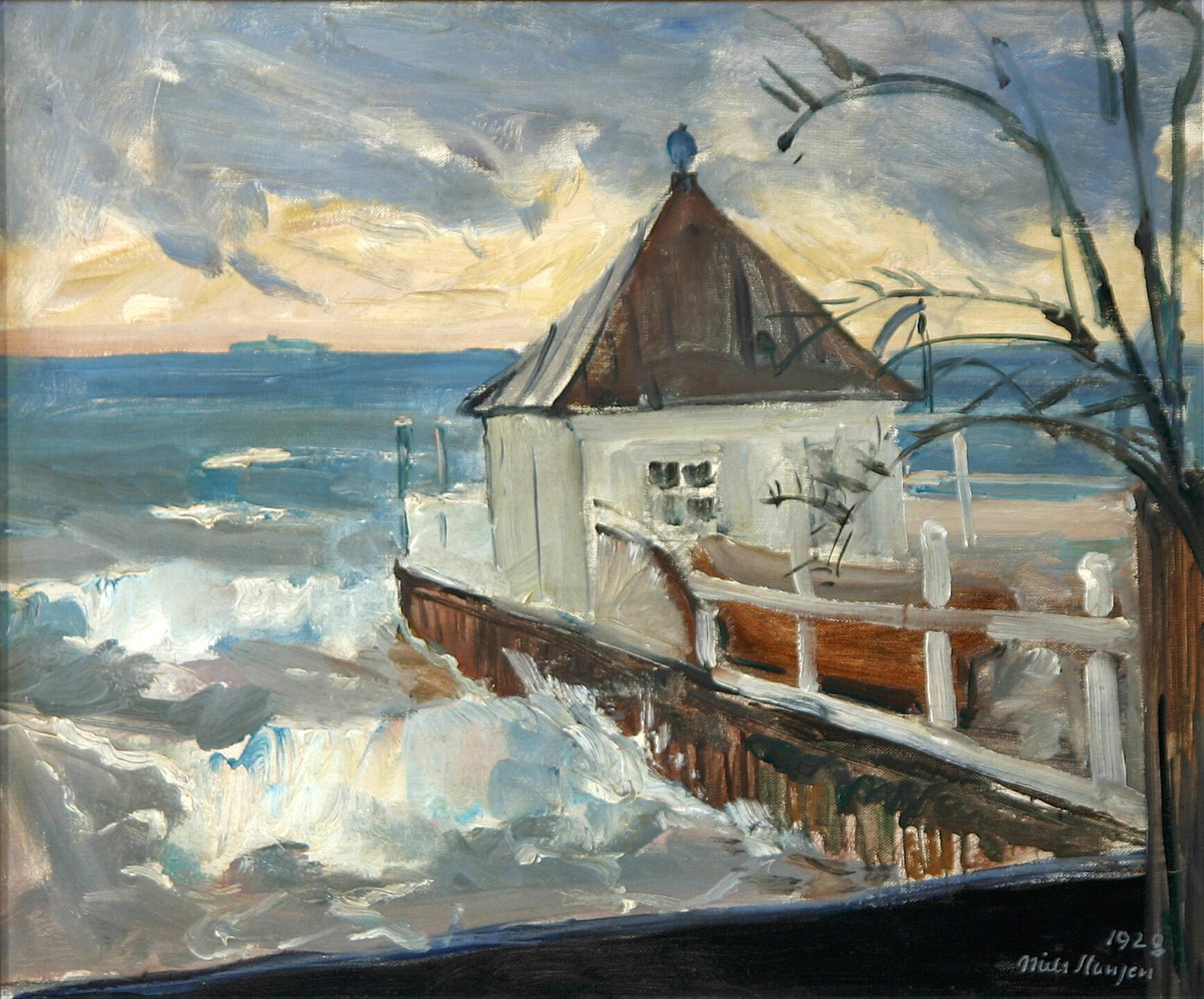
Niels Hansen - Kystparti - 1920
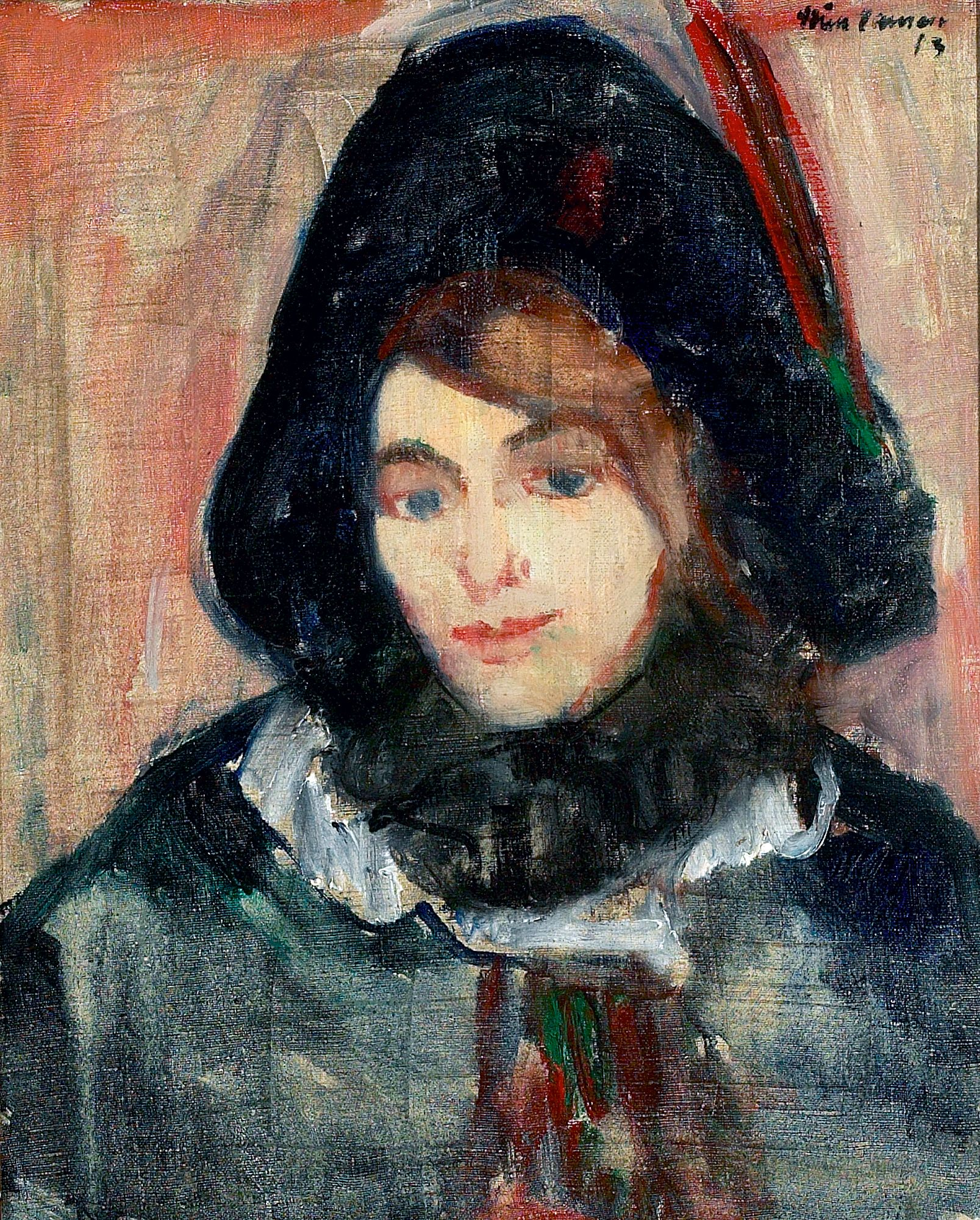
Niels Hansen - Portræt af kvinde - 1913
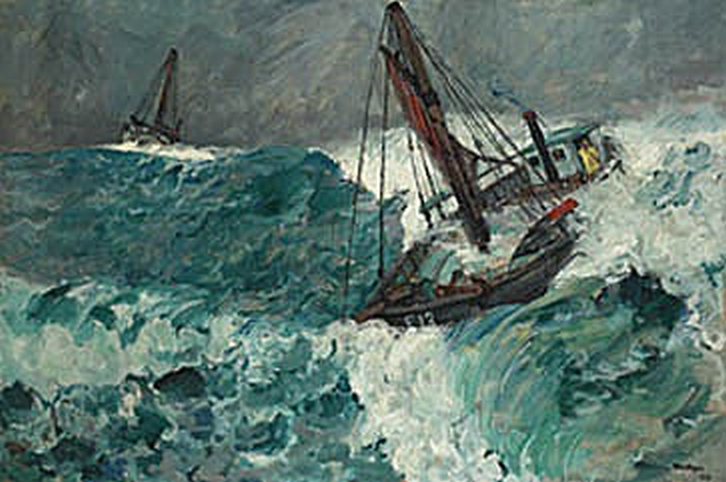
Niels Hansen - Fiskekuttere i høj sø - 1925
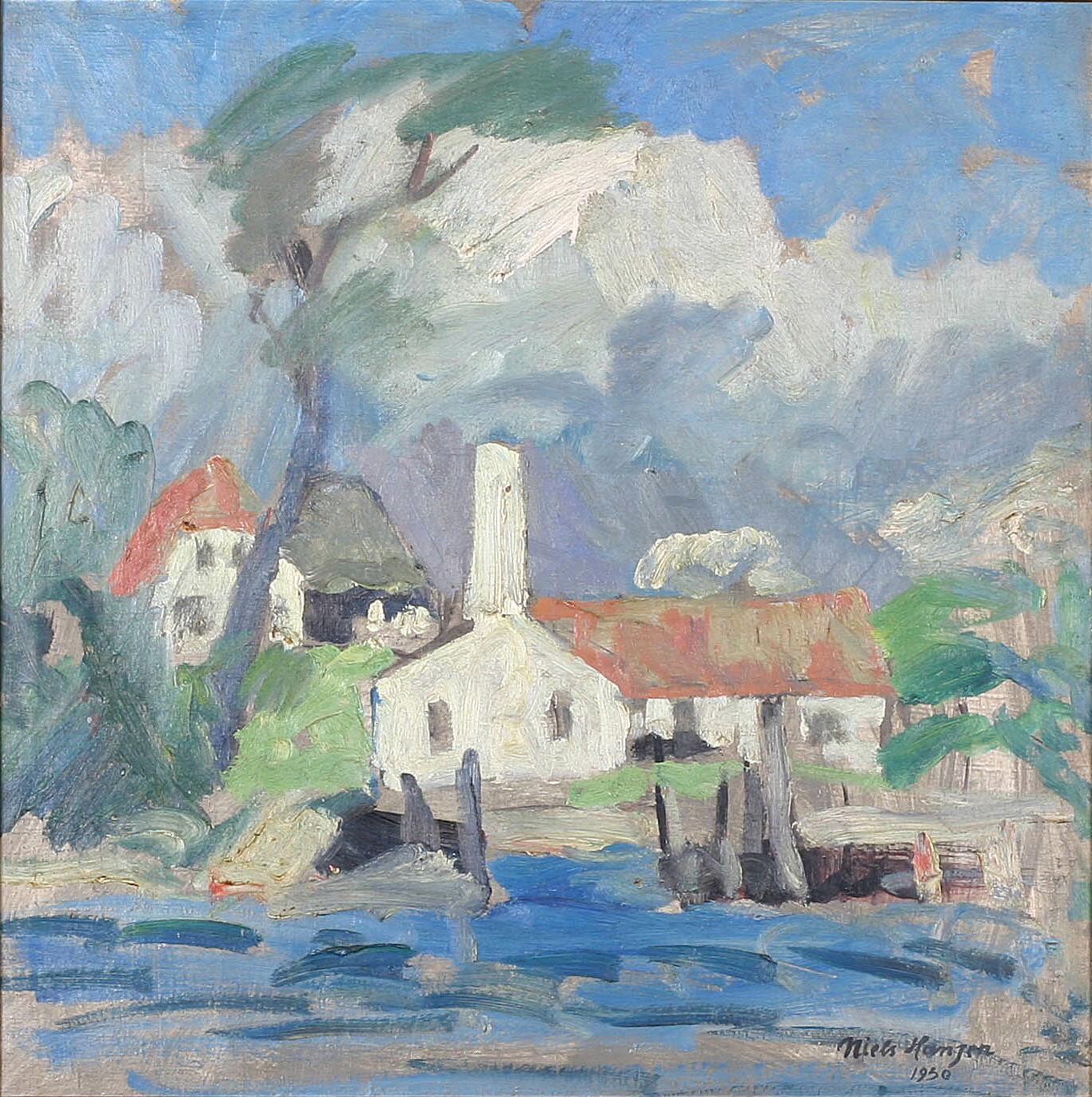
Niels Hansen - Landskab med silderøgeri - 1930
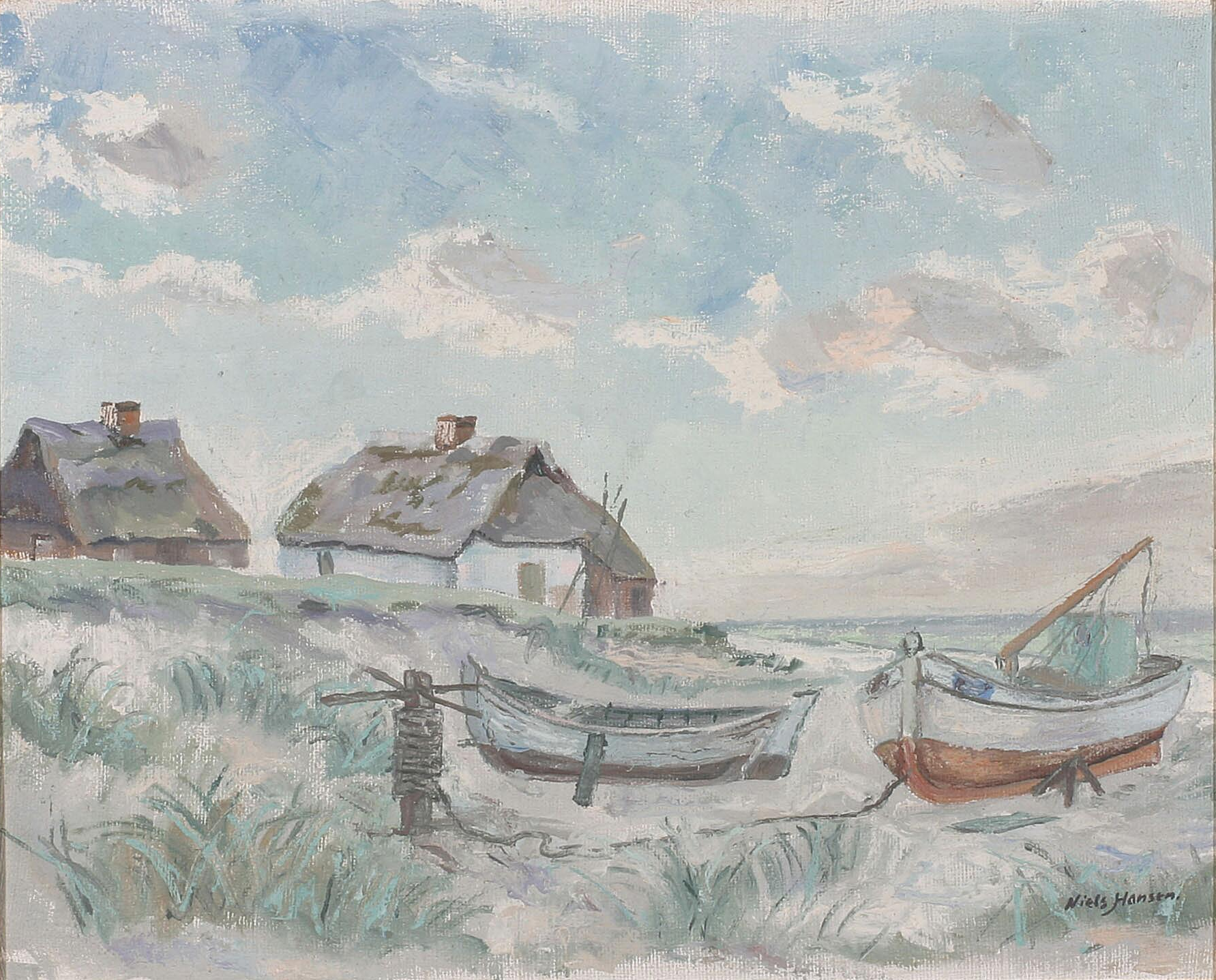
Niels Hansen - Parti med optrukne både på strand
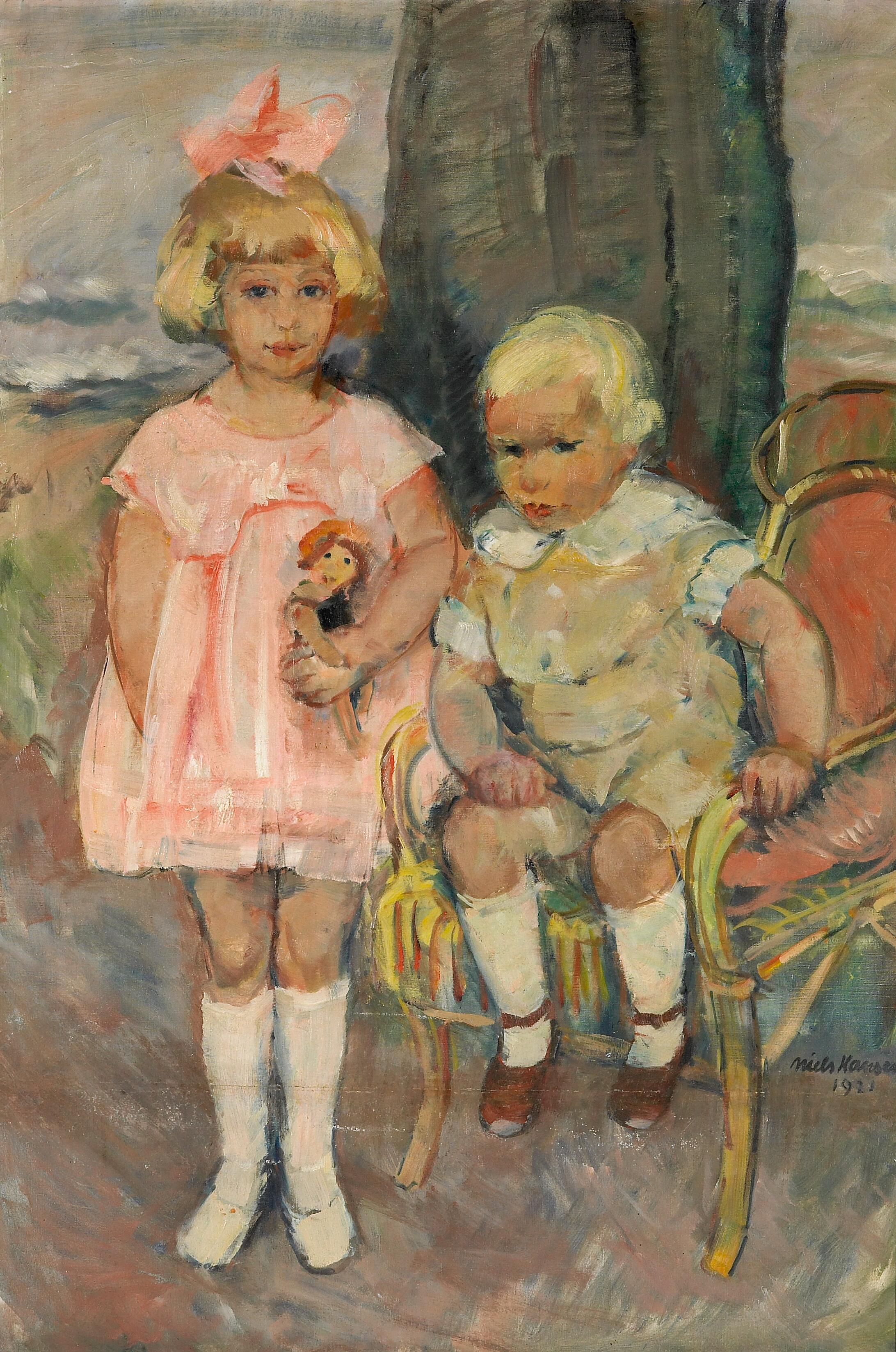
Niels Hansen - Kunstnerens børn Rikke og Tom - 1921